# نارنیا
نارنیا (به انگلیسی: Narnia) یک گروه موسیقی نئو-کلاسیکال، پراگرسیو، پاور متال است که توسط گیتاریست (Carl Johan Grimmark) و خواننده (Christian Liljegren) تأسیس شد. این گروه در سال ۱۹۹۶ در سوئد تشکیل شد و در سال ۲۰۱۰ منحل و بار دیگر در سال ۲۰۱۴ شکل گرفت. زمینه آلبوم‌های این گروه به شدت به سری از رمان‌های سرگذشت نارنیا ارجاء دارد.

## اعضای گروه
- Christian Liljegren - خواننده
- Carljohan Grimmark - گیتار
- Martin Härenstam - کیبورد
- Andreas Johansson - درامز
- Andreas Olsson - گیتار بیس

## آلبوم‌ها
- (1998) - Awakening
- (1999) - Long Live the King
- (2001) - Desert Land
- (2003) - The Great Fall
- (2006) -Enter the Gate
- (2009) - Course of a Generation
- (2016) - Narnia
- From Darkness to Light (2019)

- Ghost Town (2023)

### Compilations
- (2007) - Decade of Confession

- Soli Deo Gloria (2021)

Live albums
- We Still Believe - Made in Brazil (2018)